# پیتزونه
پیتزونه (به ایتالیایی: Pizzone) یک کومونه در ایتالیا است که در استان ایسرنیا واقع شده‌است. پیتزونه ۳۳٫۱ کیلومتر مربع مساحت و ۳۲۸ نفر جمعیت دارد و ۷۳۰ متر بالاتر از سطح دریا واقع شده‌است.